# Mazda MX-5 Speedster Evolution
 (mai 2019).
Si vous disposez d'ouvrages ou d'articles de référence ou si vous connaissez des sites web de qualité traitant du thème abordé ici, merci de compléter l'article en donnant les références utiles à sa vérifiabilité et en les liant à la section « Notes et références ».
La Mazda MX-5 Speedster Evolution est un concept car du constructeur automobile japonais Mazda, présenté au SEMA Show de Las Vegas en 2016.
Il s'agit d'une des deux variantes présentées simultanément cette année là par Mazda à l'occasion du salon américain de la personnalisation automobile, l'autre variante étant la Mazda MX-5 RF Kuro. Ils succèdent aux concepts présentés en 2015 par Mazda au SEMA, les MX-5 Spyder et MX-5 Speedster.
Ces deux modèles se basent sur le cabriolet Mazda MX-5 Miata ND de quatrième génération, elles adoptent le langage stylistique « Kodo » de Mazda, « l'âme du mouvement ».
La MX-5 Speedster Evolution reprend les caractéristiques de la MX-5 Speedster telles que l'absence de pare-brise.